# Kluknava
Kluknava (německy Kluckenau, maďarsky Kluknó) je obec na Slovensku v okrese Gelnica v Košickém kraji. Nachází se v centru Spiše. Leží v Kluknavské kotlině, která je součástí Hornádské kotliny.

## Historie
První písemná zmínka o obci je z roku 1304, kdy se vzpomíná jako "Clichno". V roce 1316 se už vzpomíná jako Cluchnow-Clychnow, v roce 1336 jako Kluknow, v roce 1786 jako Kluknawa a v roce 1920 jako Kluknava.
Slovenské jméno má podle záhybu Hornádu, zaviněným Dolinským potokem (přítok Hornádu), který obcí protéká. Kluknava jako samostatná obec vznikla na základech starší Richnavy.

## Kluknavský Zámeček
Materiál ze zničeného Richňavské hradu byl použit jako stavební materiál na stavbu zámečku v Kluknavě. Do značné míry zchátralý barokní zámeček z let 1715–1720 renesančního původu patřil mezi majetky kluknavsko-iliašovské větve rodu Csákyovců. Je to jednopodlažní budova čtvercového půdorysu se čtyřmi nárožními věžemi, sedlovou střechou a uzavřeným dvorem. Dříve krásné sídlo šlechty, na jehož vzhledu čas zanechal své stopy.

## Zajímavosti
Kaple sv. Jana Nepomuckého je barokní stavba z 2. poloviny 18. století. Je to stavba téměř čtvercového půdorysu s oblou oltářní konchou. Oltář se sochou sv. Jana Nepomuckého já vzácná dřevořezba.
Součástí obce je osada Štefánska Huta, která je známá tím, že jsou v ní zříceniny první továrny v Evropě na elektrolytickou výrobu mědi. Továrna byla postavena v letech 1845–1848. Dále se v ní vyráběla rtuť, stříbro a antimon. Z objektů hutě zůstaly však už jen jednotlivé fragmenty.
Obec Kluknava s osadou Štefánska Huta spojuje dřevěný krytý most přes řeku Hornád, který je technickou památkou. Byl postaven v roce 1832 a v letech 1981–1984 byl zrekonstruován. Je jediný svého druhu, který se zachoval a svědčí o dovednosti někdejších spišských tesařů. Vyniká svým ojedinělým technickým řešením.
V katastru obce v nedalekých lesích stojí kaple sv. Anny. Před rokem 1632 ji dala postavit hraběnka Anna Vesselényová a později ji dal zvětšit hrabě Imrich Csáky. Věřící ze širokého okolí se zde každoročně poslední červencovou neděli přicházejí poklonit sv. Anně. V horkých letních dnech jim přijde vhod občerstvit se u pramene čerstvou vodou, která tam vyvěrá. Okolní lesy nabízejí návštěvníkům možnost odpočinout si v pěkném příjemném prostředí. Z obce je možnost výstupu na Roháčku (1028 m n. m.), kde je postavena myslivecká chata, v níž je možnost ukrytí se před nepřízní počasí.
Každoročně se pořádá výstup na tento vrch Čierné hory.